# Elizaveta Mukasei
Lt. Col. Elizaveta Ivanovna Mukasei (în rusă Елизаве́та Ива́новна Мукасе́й; n. 16/29 martie 1912, Ufa, Imperiul Rus – d. 19 septembrie 2009, Moscova, Rusia) a fost o spioană sovietică car ea avut numele de cod Elsa. Împreună cu soțul ei, Mikhail Mukasei (al cărui nume de cod era Zephyr), a participat la o serie de operațiuni sub acoperire în Europa de Vest și Statele Unite, din anii 1940 până în anii 1970. 

## Viață
Elizaveta Ivanovna Mukasei s-a născut pe 16/29 martie 1912 în orașul Ufa, numele său la naștere fiind Emelyanova.
La sfârșitul anului 1917, ea și familia ei s-au mutat la Tașkent, unde părinții ei s-au mutat pentru a scăpa de foame. În 1929, după absolvirea liceului, a intrat la Facultatea de Biologie a Universității din Leningrad. După absolvirea universității, Elizaveta Ivanovna a lucrat mai întâi la o fabrică, apoi ca director al unei școli pentru tinerii muncitori (1938-1939).
Din 1939 până în 1943, Elizaveta Ivanovna a fost alături de soțul ei, spionul Mikhail Isaakovich Mukasei, într-o călătorie de afaceri în Statele Unite, în Los Angeles.
Din 1943 până în 1949, a lucrat ca secretară a Consiliului Artistic al Teatrului din Moscova.
După ce a urmat o pregătire specială  sub pseudonimul „Elsa” din 1955 până în 1977, a lucrat cu soțul ei în străinătate, oferindu-i soțului o comunicare bidirecțională cu centrul. În timpul activității sale în străinătate, a călătorit cu soțul ei în țările europene pentru a obține informații, care erau foarte apreciate de către centru.
După întoarcerea în URSS în 1977, Elizaveta Ivanovna a pregătit generația tânără de agenți de informații. Este autoarea a numeroase manuale și instrumente didactice pentru școlile de informații.
A fost co-autoare, împreună cu soțul ei, a unei cărți autobiografice despre munca și viața în străinătate timp de 30 de ani - „Zephyr și Elsa”.
Fiul Elizavetei este Anatoli Mikhailovici Mukasei, un cameraman sovietic și rus., iar nora sa este actrița și regizoarea de film Svetlana Sergeevna Druzhinina. Nepotul său este cameramanul Mikhail Anatolievici Mukasei.
Elizaveta Mukasei a murit pe 19 septembrie 2009 la Moscova, la 97 de ani. Soțul ei a murit pe 19 august 2008, la vârsta de 101 ani.